# Recinto amurallado de Adzaneta
El recinto amurallado de Adzaneta, en la comarca del Alcalatén, provincia de Castellón, es un monumento catalogado como Bien de Interés Cultural, por declaración genérica, que presenta el código 12.04.001-008, estando anotado ministerialmente con el número de anotación 28114, del 15 de junio de 2011, según consta en la Dirección General del Patrimonio Cultural de la Generalidad Valenciana.

## Historia
Según los hallazgos arqueológicos con los que se cuenta, se puede afirmar que los orígenes del asentamiento humano en Adzaneta del Maestrazgo se remontan a la Edad de Bronce. El núcleo de población más primitivo se ubicaba en una zona defendida por la orografía del terreno (por la presencia de dos barrancos que confluían en una rambla), de manera que tan solo era necesaria la fortificación con murallas de la escasa zona abierta. Se trata de la zona conocida como “la vila closa”.
El primer recinto amurallado se cree que pertenece a la época de la dominación musulmana de la zona, de hecho, el nombre de Atzeneta (nombre oficial en valenciano), proviene del nombre del jefe berberisco Zanet, perteneciente a la tribu Az-zanata, que es la que estaba asentada en los territorios del actual municipio. Según los estudios, este primer recinto amurallado se levantó en el extremo este del asentamiento, dando origen a un espacio público que coincidiría con la actual plaza Pastora.
La población pasó a manos de los cristianos con la reconquista por las tropas de Jaime I de Aragón, pasando a formar parte de la demarcación territorial del castillo de Culla. En 1235 Jaime I cambia el pueblo, junto con el castillo de Les Coves por Morella, pasando así a formar parte de los territorios pertenecientes a Blasco de Alagón, pasando más tarde (1241) por herencia a manos de Guillem de Anglesola , quien consiguió la carta puebla en 1272. A principios del siglo XIV es vendido a la Orden de Montesa, pasando a ser una zona de residencia de importantes familias de la nobleza, lo que aún queda patente en las fachadas de muchas casas del pueblo que cuentan con bellas puertas, ventanas y escudos.
Según el historiador Vicente García Edo, de la Universidad Jaime I de Castellón, existen documentos redactados por los Maestres de Montesa en 1374 y 1377 referentes a la construcción de murallas en sus dominios, tanto nuevas como mejoras en las ya existentes, y que tienen su origen en el conflicto bélico de la guerra de los Pedros entre Aragón y Castilla.
De esta manera la primera ampliación de la zona amurallada se debió realizar en el siglo XIV, coincidiendo con la guerra de los dos Pedros, abriéndose una puerta de acceso por el camino de Vistabella, en la calle de Sant Bertomeu que fue el límite de esta ampliación. Más tarde, en el siglo XVII, se derrocó el muro oeste de la muralla para poder construir la iglesia, con lo que se incorporó a la nueva zona amurallada el barrio, hasta entonces extramuros con calles paralelas como la Puríssima, dels Arnaus y de Mosen Pere.
La mayoría de los restos que quedan en la actualidad están dentro de las casas que se fueron construyendo sobre ellas, o utilizando parte del recinto amurallado como casas, como ocurre con el caso de las antiguas torres. Y el resto fue derribándose hasta acabar por desaparecer prácticamente como muralla, cosa que ocurrió en el siglo XVIII.

## Descripción

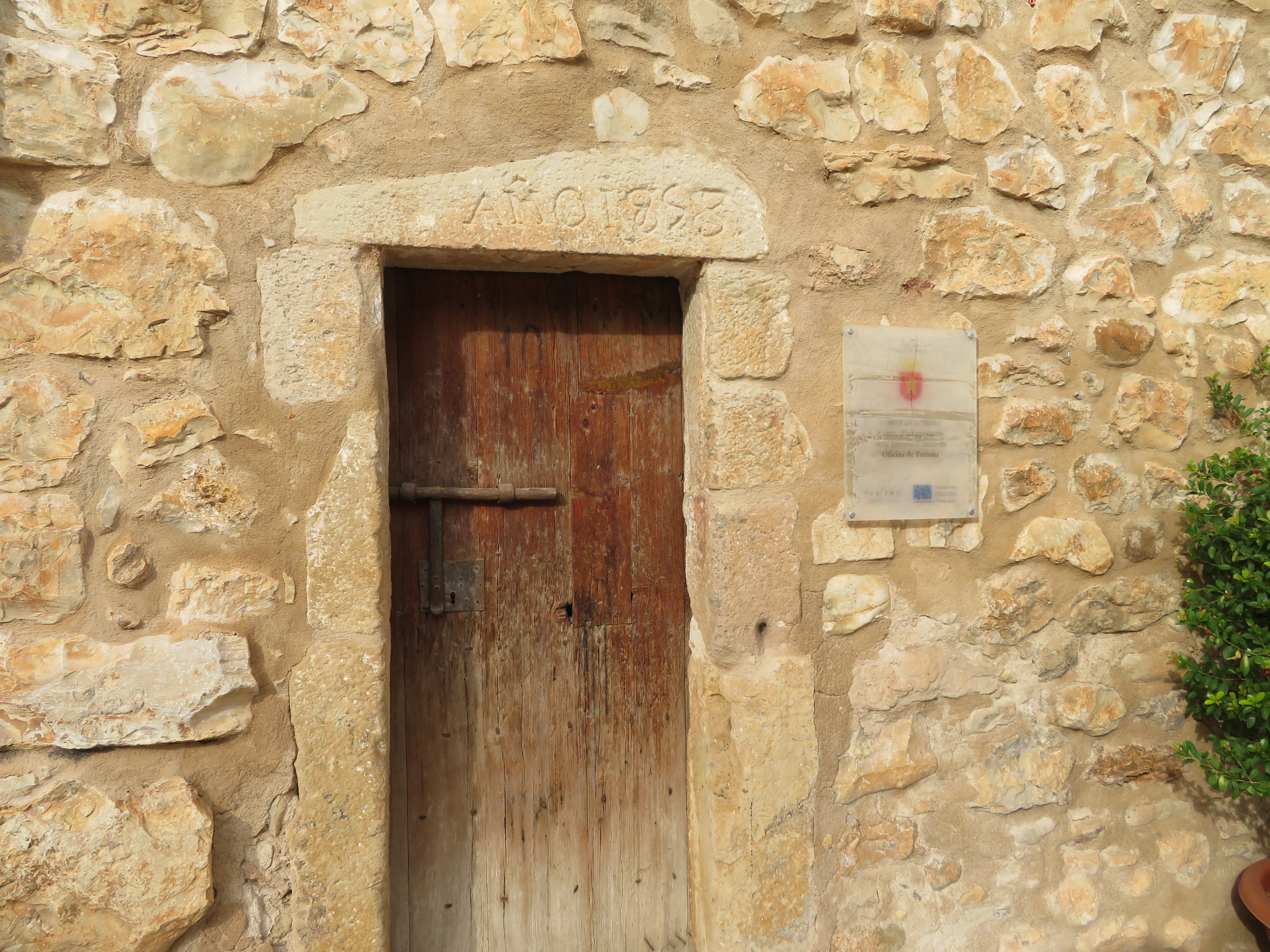
Puerta de entrada a la torre de la prisión de Adzaneta del Maestrazgo.

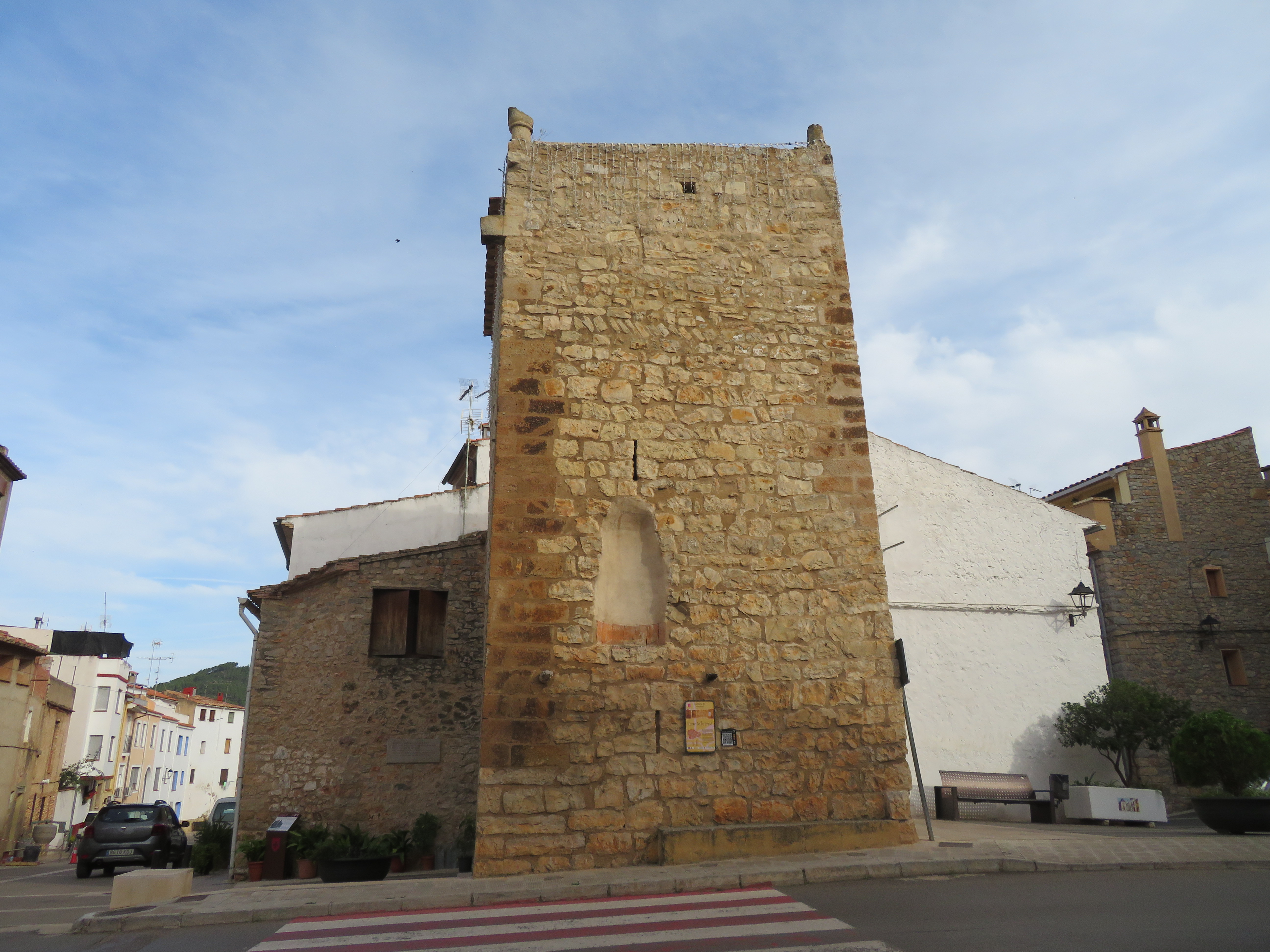
Torre de la Prisión, Adzaneta del Maestrazgo.

Como restos mejor conservados y más visibles del recinto amurallado hay que destacar la conocida como Torre de la Cárcel, que tiene confirmada su fecha de construcción por estudios arqueológicos realizados, y un lienzo de muralla que presenta restos de almenas, matacán, así como restos de otras dos torres. Por su parte, el primitivo recinto en torno a la plaza Pastora (de planta casi cuadrada y articulada alrededor del primitivo pozo que abastecía de agua a los primeros pobladores. En la actualidad un retablo cerámico de la imagen la Virgen bajo la advocación de la Divina Pastora, situado en una capilla ubicada en la fachada de una de sus casas la preside y da nombre), está protegido por su mayor cota respecto a los barrancos y el desnivel mediante muros inclinados de fábrica de mampostería.
La torre, de planta cuadrada, tiene tres alturas y cubierta de teja curva a un agua; de fábrica de mampostería regular formando hiladas. Presenta un espesor de los muros que es de 106-110 cm en planta baja, mientras que disminuye en las sucesivas plantas 95 en la primera y 75 en la segunda. El acceso a las plantas superiores se realiza a través de una escalera que aún se conserva. Los muros presentan aspilleras y las ventanas gruesas rejas de forjado. Junto a la torre se abrió el portal del camino de Vistabella, en una de las modificaciones del recinto amurallado del que se ha hablado en la sección anterior, actualmente desaparecido al ser demolido alrededor de los años cincuenta del siglo XX. En la puerta de acceso hay una inscripción que data de 1898. Recibe el nombre de” torre de la cárcel” por haber sido utilizada como recinto de prisiones en el pueblo hasta prácticamente los años 60 del siglo XX.